# 毛萼獐牙菜
毛萼獐牙菜（学名：[Swertia hispidicalyx] 错误：{{Lang}}：文本有斜体标记（帮助））为龙胆科獐牙菜属下的一个种。該物種主要分佈於中華人民共和國西藏海拔3400-5200米的山坡、河边、草原潮湿处、高山草地。它在尼泊尔也有分布。

## 扩展阅读
- 維基物種上的相關：毛萼獐牙菜